# Bouchoir
Bouchoir est une commune française située dans le département de la Somme en région Hauts-de-France.

## Géographie

### Localisation
Bouchoir est une commune située sur le plateau du Santerre, en France, à une dizaine de kilomètres au nord-ouest de Roye et à 40 km au sud-est d'Amiens.
Le village occupe une position de carrefour à l'intersection des axes Amiens - Roye et Albert - Montdidier.

#### Communes limitrophes
|           | Folies   | Rouvroy-en-Santerre   |
| Arvillers | Bouchoir | Parvillers-le-Quesnoy |
|           | Erches   |                       |

### Nature du sol et du sous-sol
Le sol de la commune est exclusivement composé de couches argileuses du limon des plateaux. Le sous-sol quant à lui est formé de craie blanche pour la partie supérieure et de craie marneuse pour la partie inférieure.

### Relief, paysage, végétation
Le relief de la commune est presque totalement plat et culmine à une centaine de mètres d'altitude. Le paysage est celui du plateau du Santerre au sol plat et découvert.

### Hydrographie
La commune est située dans le bassin Artois-Picardie. Elle n'est drainée par aucun cours d'eau.

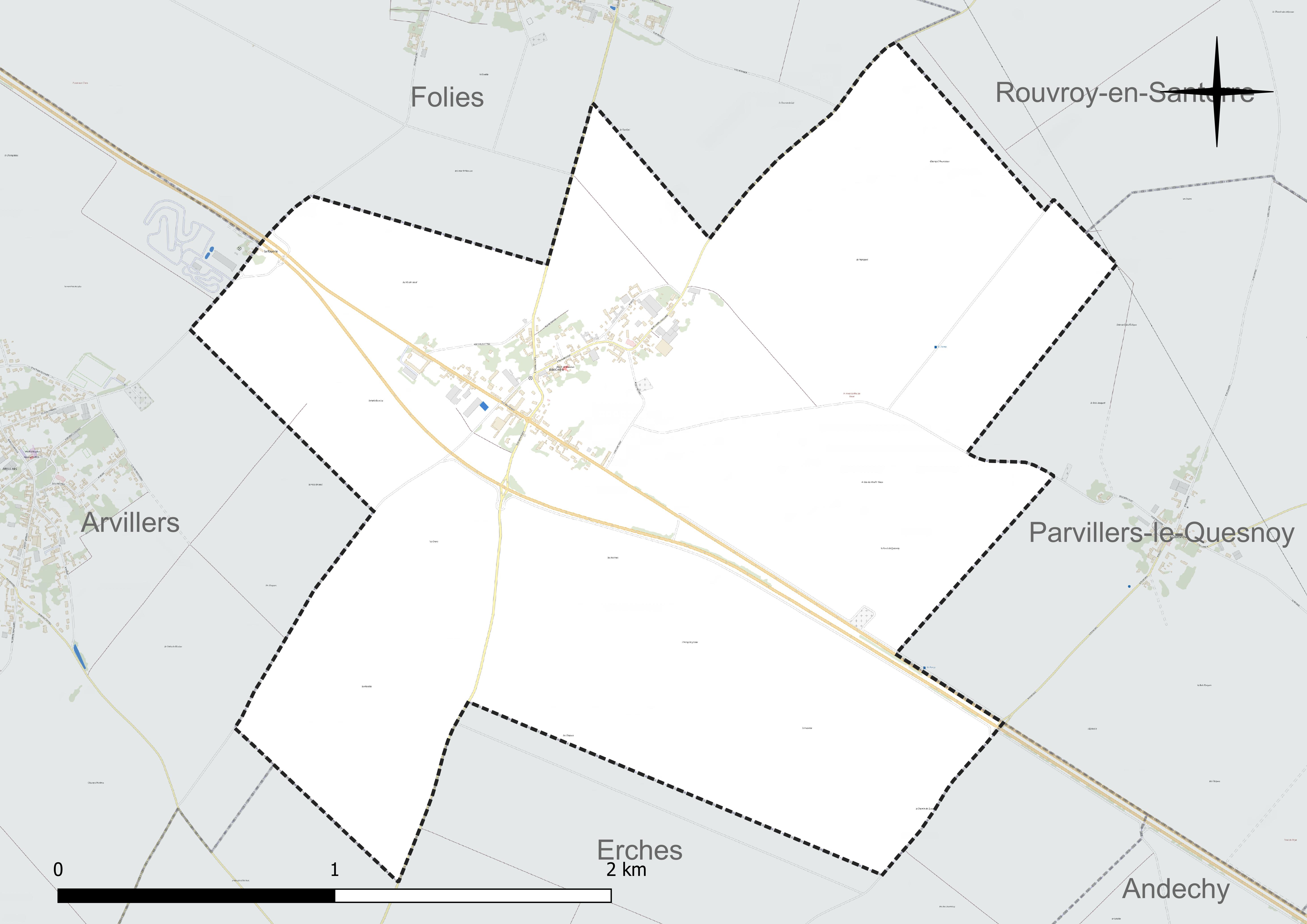
Réseau hydrographique de Bouchoir.

### Climat
Pour des articles plus généraux, voir Climat des Hauts-de-France et Climat de la Somme.
En 2010, le climat de la commune est de type climat océanique dégradé des plaines du Centre et du Nord, selon une étude du CNRS s'appuyant sur une série de données couvrant la période 1971-2000. En 2020, Météo-France publie une typologie des climats de la France métropolitaine dans laquelle la commune est exposée à un climat océanique et est dans la région climatique Nord-est du bassin Parisien, caractérisée par un ensoleillement médiocre, une pluviométrie moyenne régulièrement répartie au cours de l'année et un hiver froid (3 °C).
Pour la période 1971-2000, la température annuelle moyenne est de 10 °C, avec une amplitude thermique annuelle de 14,6 °C. Le cumul annuel moyen de précipitations est de 703 mm, avec 11,2 jours de précipitations en janvier et 8,7 jours en juillet. Pour la période 1991-2020, la température moyenne annuelle observée sur la station météorologique la plus proche, située sur la commune de Rouvroy-en-Santerre à 3 km à vol d'oiseau, est de 10,8 °C et le cumul annuel moyen de précipitations est de 635,8 mm,. Pour l'avenir, les paramètres climatiques de la commune estimés pour 2050 selon différents scénarios d'émission de gaz à effet de serre sont consultables sur un site dédié publié par Météo-France en novembre 2022.
| Mois                                  | jan.           | fév.           | mars           | avril         | mai             | juin          | jui.          | août          | sep.          | oct.          | nov.            | déc.           | année      |
| ------------------------------------- | -------------- | -------------- | -------------- | ------------- | --------------- | ------------- | ------------- | ------------- | ------------- | ------------- | --------------- | -------------- | ---------- |
| Température minimale moyenne (°C)     | 1,4            | 1,7            | 3,1            | 4,4           | 8               | 10,6          | 12,3          | 12,3          | 9,8           | 7,5           | 4,1             | 2              | 6,4        |
| Température moyenne (°C)              | 3,8            | 4,6            | 7,2            | 9,8           | 13,3            | 16,2          | 18,3          | 18,4          | 15,1          | 11,5          | 7,1             | 4,4            | 10,8       |
| Température maximale moyenne (°C)     | 6,2            | 7,5            | 11,2           | 15,2          | 18,5            | 21,8          | 24,3          | 24,4          | 20,5          | 15,6          | 10,1            | 6,7            | 15,2       |
| Record de froid (°C) date du record   | −17,5 07.01.09 | −11,6 12.02.12 | −12,5 13.03.13 | −4,8 08.04.03 | −2,3 05.05.1996 | 2,2 05.06.12  | 2,8 03.07.11  | 3,7 02.08.15  | −0,9 25.09.03 | −6,1 24.10.03 | −9,2 24.11.1998 | −14,4 18.12.10 | −17,5 2009 |
| Record de chaleur (°C) date du record | 14,9 09.01.15  | 18 24.02.21    | 24,4 31.03.21  | 27,2 15.04.07 | 30,2 27.05.05   | 35,3 18.06.22 | 41,6 25.07.19 | 39,1 12.08.03 | 34,2 09.09.23 | 28,1 01.10.11 | 19,9 06.11.18   | 16,2 07.12.00  | 41,6 2019  |
| Précipitations (mm)                   | 45,6           | 43             | 44,1           | 39,4          | 61,3            | 55,3          | 63,8          | 62,4          | 45,1          | 58,1          | 52,4            | 65,3           | 635,8      |

Située en bordure de la route Amiens - Roye (ex-route nationale 334, devenue RD 934), la commune a un habitat groupé. Il n'y a dans la commune ni hameau, ni ferme isolée.

## Urbanisme

### Typologie
Au 1er janvier 2024, Bouchoir est catégorisée commune rurale à habitat dispersé, selon la nouvelle grille communale de densité à sept niveaux définie par l'Insee en 2022.
Elle est située hors unité urbaine. Par ailleurs la commune fait partie de l'aire d'attraction de Roye, dont elle est une commune de la couronne,. Cette aire, qui regroupe 35 communes, est catégorisée dans les aires de moins de 50 000 habitants,.

### Occupation des sols

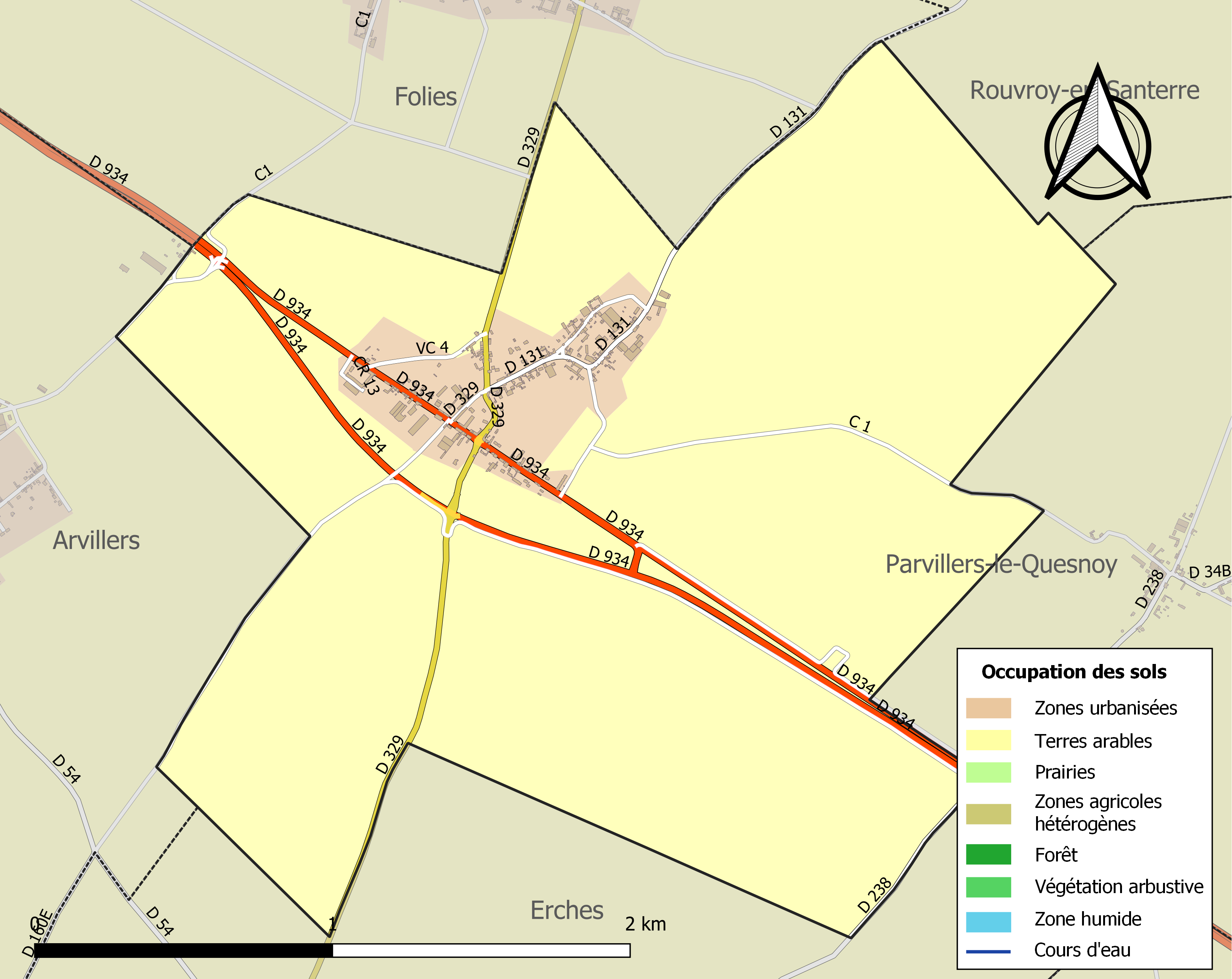
Carte de l'occupation des sols de la commune en 2018 (CLC).

L'occupation des sols de la commune, telle qu'elle ressort de la base de données européenne d'occupation biophysique des sols Corine Land Cover (CLC), est marquée par l'importance des territoires agricoles (93 % en 2018), en augmentation par rapport à 1990 (90,7 %). La répartition détaillée en 2018 est la suivante : 
terres arables (93 %), zones urbanisées (7 %).

### Voies de communication et transports
La localité est desservie par les lignes d'autocars du réseau Trans'80, Hauts-de-France, tous les jours sauf le dimanche et les jours fériés (ligne no 40, Roye - Hangest-en-Santerre - Amiens ; ligne no 45, Moreuil -  Montdidier).

## Toponymie
On rencontre plusieurs formes pour désigner Bouchoir dans les textes anciens : Bucheria, Buchuherre (1215), Bouchouerre, Buchuerre, Bouchuere, Bouchoire, Bouchoir (1567).
Bouchoir signifierait « lieu planté de buis ».

## Histoire

### Antiquité
L'archéologie aérienne a révélé la présence de vestiges de villas gallo-romaines sur le territoire de la commune.

### Moyen Âge
En 1121, Adèle de Vermandois fit donation de sa terre de Bouchoir à l'abbaye Saint-Corneille de Compiègne.
Jusqu'au milieu du XIIe siècle, Bouchoir était rattachée à la paroisse d'Erches.
La seigneurie de Bouchoir passa à la famille de Beaufort, dépendante de celle de Mailly puis au marquisat de Nesle.
En 1431, Jean Poton de Xaintrailles, ancien compagnon de Jeanne d'Arc y aurait battu les Bourguignons qui ravageaient la région. Dans le village, la rue du Marteloir rappellerait cet événement.

### Époque moderne
Aux XVIe et XVIIe siècles, des invasions espagnoles touchèrent la localité.

### Époque contemporaine
- L'existence d'une école est attestée à Bouchoir en 1794[1].
- À la fin de l'épopée napoléonienne, le maire et quelques habitants voulurent résister en 1814 aux Cosaques et en arrêtèrent quelques-uns. L'un d'eux mourut. Le 25 mars 1814, un détachement russe incendia le village et flagella publiquement certains habitants[1].
- À la fin de la guerre franco-allemande de 1870, le village fut occupé par l'armée prussienne[1].

#### Première Guerre mondiale

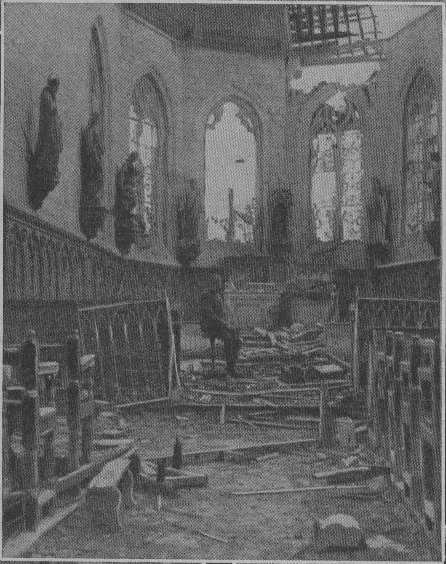
L'église de Bouchoir fin 1915 (Cl. Berne-Bellecour).

Durant la Première Guerre mondiale (1914-1918), le village, situé dans la zone des combats,,,,,, fut presque totalement détruit,,. Il a été décoré de la Croix de guerre 1914-1918 le 3 novembre 1920.

#### Entre-deux-guerres
Le village de Bouchoir fut reconstruit durant l'entre-deux-guerres, les architectes Emmanuel Gonse et Charles Duval restaurèrent l'église et dirigèrent la reconstruction de la mairie et de l'école communale.

#### Seconde Guerre mondiale
La commune de Bouchoir, pendant la Seconde Guerre mondiale, fut marquée par la personnalité de son curé, l'abbé Emile Lavallard qui entra dans la Résistance en 1942. Agent de liaison entre les groupes résistants de Roye, Guerbigny et Rosières-en-Santerre sous le pseudonyme de « Milou », il fut un résistant actif au sein du mouvement Francs-tireurs et partisans et devint l'un des responsables du mouvement de Résistance, Front national, du département de la Somme. À l'été 1943, il dit la messe dans le cimetière militaire britannique de Bouchoir. Il eut à son actif, le sauvetage d'aviateurs anglo-américains dont l'appareil avait été abattu. Il réceptionnait également des parachutages d'armes sur le plateau du Quesnoy, comme celui fait en plein jour fin 1943. Le 24 avril 1944, il fut arrêté à Amiens. Emprisonné à la citadelle d'Amiens, interné au camp de Royallieu à Compiègne, il fut déporté à Neuengamme puis à Sachsenhausen et enfin à Falkensee.

## Politique et administration

### Rattachement administratifs et électoraux
La commune se trouvait de 1793 à 2016 dans l'arrondissement de Montdidier du département de la Somme. Par arrêté préfectoral du 27 décembre 2016, la commune en est détachée le 1er janvier 2017 pour intégrer l'arrondissement de Péronne. Pour l'élection des députés, elle fait partie depuis 1958 de la cinquième circonscription de la Somme.
Elle faisait partie depuis 1801 du canton de Rosières-en-Santerre. Dans le cadre du redécoupage cantonal de 2014 en France, la commune est intégrée au canton de Moreuil.

### Intercommunalité
La commune faisait partie de la communauté de communes du Santerre créée le 31 décembre 1993.
Dans le cadre des dispositions de la loi portant nouvelle organisation territoriale de la République du 7 août 2015, qui prévoit que les établissements publics de coopération intercommunale (EPCI) à fiscalité propre doivent avoir un minimum de 15 000 habitants, la préfète de la Somme propose en octobre 2015 un projet de nouveau schéma départemental de coopération intercommunale (SDCI) qui prévoit la réduction de 28 à 16 du nombre des intercommunalités à fiscalité propre du département.
Le projet préfectoral prévoit la « fusion des communautés de communes de Haute Picardie et du Santerre », le nouvel ensemble de 17 954 habitants regroupant 46 communes,,. À la suite de l'avis favorable de la commission départementale de coopération intercommunale en janvier 2016, la préfecture sollicite l'avis formel des conseils municipaux et communautaires concernés en vue de la mise en œuvre de la fusion le 1er janvier 2017.
Cette procédure aboutit à la création au 1er janvier 2017 de la communauté de communes Terre de Picardie, dont la commune est désormais membre.

### Liste des maires
| Période                                  | Période                       | Identité                   | Étiquette | Qualité                                                                                           |
| ---------------------------------------- | ----------------------------- | -------------------------- | --------- | ------------------------------------------------------------------------------------------------- |
| Les données manquantes sont à compléter. |                               |                            |           |                                                                                                   |
| janvier 1793                             |                               | Pierre Aimé André Quillet  |           |                                                                                                   |
| 1824                                     | 1830                          | Pierre Chrysostome Quillet |           |                                                                                                   |
| Les données manquantes sont à compléter. |                               |                            |           |                                                                                                   |
|                                          | novembre 1906                 | Jules Bernard              |           |                                                                                                   |
| novembre 1906                            | juillet 1939                  | Cleophas Turcq             |           |                                                                                                   |
| juillet 1939                             | mars 1959                     | Joseph Bedier              |           | Agriculteur                                                                                       |
| mars 1959                                | mars 1977                     | Edgar Barbier              |           | Agriculteur                                                                                       |
| mars 1977                                | juin 1995                     | André Bedier               |           | Agriculteur                                                                                       |
| juin 1995                                | avril 2014                    | Jean-Pierre Pitavy         |           | Garagiste                                                                                         |
| avril 2014                               | En cours (au 10 juillet 2020) | Magali Crappier            |           | Agricultrice Vice-présidente de la CC Terre de Picardie (2017 → ) Réélue pour le mandat 2020-2026 |

## Population et société

### Démographie
L'évolution du nombre d'habitants est connue à travers les recensements de la population effectués dans la commune depuis 1793. Pour les communes de moins de 10 000 habitants, une enquête de recensement portant sur toute la population est réalisée tous les cinq ans, les populations de référence des années intermédiaires étant quant à elles estimées par interpolation ou extrapolation. Pour la commune, le premier recensement exhaustif entrant dans le cadre du nouveau dispositif a été réalisé en 2008.

En 2022, la commune comptait 266 habitants, en évolution de −12,79 % par rapport à 2016 (Somme : −1,26 %, France hors Mayotte : +2,11 %).
| 1793 | 1800 | 1806 | 1821 | 1831 | 1836 | 1841 | 1846 | 1851 |
| ---- | ---- | ---- | ---- | ---- | ---- | ---- | ---- | ---- |
| 697  | 591  | 739  | 697  | 732  | 746  | 708  | 712  | 690  |

| 1856 | 1861 | 1866 | 1872 | 1876 | 1881 | 1886 | 1891 | 1896 |
| ---- | ---- | ---- | ---- | ---- | ---- | ---- | ---- | ---- |
| 648  | 664  | 669  | 615  | 659  | 643  | 627  | 569  | 540  |

| 1901 | 1906 | 1911 | 1921 | 1926 | 1931 | 1936 | 1946 | 1954 |
| ---- | ---- | ---- | ---- | ---- | ---- | ---- | ---- | ---- |
| 507  | 481  | 485  | 252  | 290  | 310  | 320  | 302  | 300  |

| 1962 | 1968 | 1975 | 1982 | 1990 | 1999 | 2006 | 2008 | 2013 |
| ---- | ---- | ---- | ---- | ---- | ---- | ---- | ---- | ---- |
| 293  | 295  | 195  | 201  | 222  | 226  | 263  | 274  | 311  |

| 2018 | 2022 | - | - | - | - | - | - | - |
| ---- | ---- | - | - | - | - | - | - | - |
| 280  | 266  | - | - | - | - | - | - | - |

### Enseignement
Les communes de Bouchoir, Le Quesnel, Warvillers, Beaufort et Folies se sont organisées en regroupement pédagogique intercommunal (RPI) pour la gestion de l'enseignement primaire local.

## Économie
Les activités économiques sont liées presque exclusivement à l'agriculture[réf. nécessaire].

## Culture locale et patrimoine

### Lieux et monuments

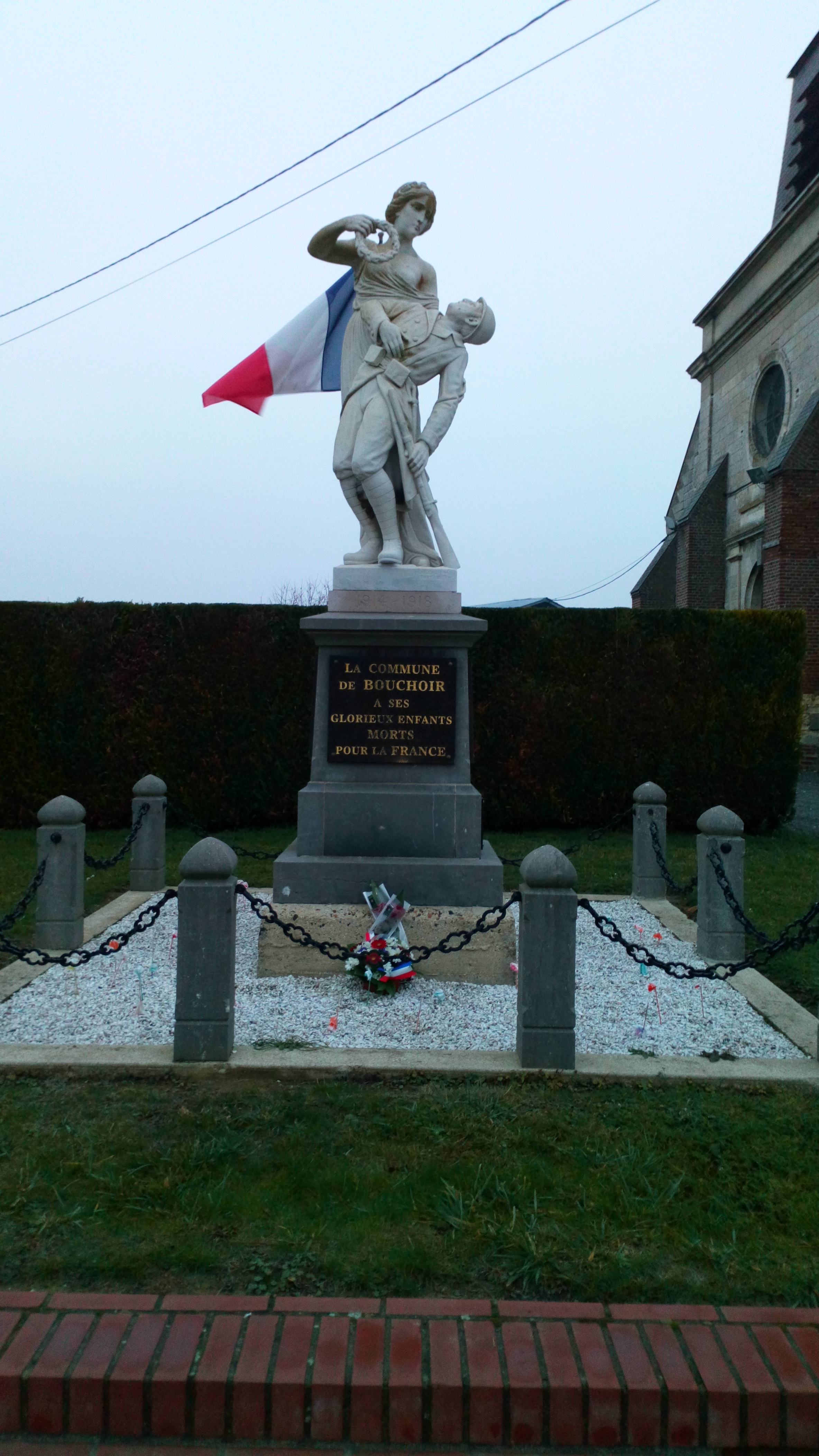
Le monument aux morts.

- Église Saint-Pierre des XVIe et XVIIIe siècles, détruite pendant la Première Guerre mondiale[42],[43], restaurée et reconstruite en partie en 1925. Elle abrite une statue de la Vierge du XVIIe siècle.

- Chapelle Notre-Dame-de-Grâce, élevée en 1867 par Virginie Toullet-Tronquet à la mémoire de ses parents protégés par la Vierge en 1814. Très dégradée, cette chapelle communale fait l'objet de chantiers de  restauration depuis 2010 grâce à l'action de l'association les amis du patrimoine de Bouchoir[44],[45].

- Calvaire de la fin du XIXe siècle, typique de la région, en fer forgé[46].

- Monument aux morts offert par le Comité américain, érigé en 1926[47].
- Monument aux morts communal : groupe sculpté en marbre de Carrare, commandé au sculpteur Lefranc de Montdidier qui devait compléter le monument offert par le Comité américain mais qui a été placé près de l'église en 1926. La sculpture représente une femme - allégorie de la Patrie, de la République ou de la Victoire - soutenant le soldat mourant[48].
- Cimetière militaire britannique, New british cemetery.

- La mairie-école, édifiée au début des années 1930 sur les plans des architectes, Charles Duval et Emmanuel Gonse[49].

### Personnalités liées à la commune
- Abbé Emile Lavallard, (1907-1945), curé de Bouchoir de 1938 à 1944. Mobilisé en 1939, il devint caporal-infirmier pendant la Drôle de guerre, et la bataille de France. Retourné dans sa paroisse, il entra en résistance au sein du mouvement Francs-tireurs et partisans et devint un des responsables du Front national (mouvement de résistance) du département de la Somme. Il recueillit des aviateurs anglo-américains dont l'appareil avait été abattu. Il réceptionna des parachutages d'armes comme celui fait en plein jour fin 1943. Le 24 avril 1944, il est arrêté à Amiens avec Aimé Merchez et Jean-Marc Laurent. Interné au camp de Royallieu à Compiègne, il est déporté à Neuengamme puis à Sachsenhausen et enfin à Falkensee. Du 5 novembre 1944 au 18 février 1945, il y célébra clandestinement la messe. Atteint d'un phlegmon et d'une phlébite, il fut évacué au camp de Mauthausen où il décèda le 13 avril 1945, quelques jours avant la libération du camp[50].

## Pour approfondir